# Brice Cossu
Brice Cossu, né en 1982 à Revin, est un dessinateur de bande dessinée français.

## Biographie
Brice Cossu est né à Revin, où il a grandi jusqu'en 1990. Il a suivi une formation en arts appliqués.
En partenariat avec son ami de longue date Alexis Sentenac et avec les éditions Kana, il participe à la suite du manga d’anthologie Goldorak sortie en octobre 2021.
Actuellement en poste dans la région fréjussienne (83), il continue son jeune parcours déjà très étoffé de dessinateur à succès. 

## Publications
- Rémission, scénario de Yves Swolfs, Soleil, 2008

- Les Cauchemars de Terram, scénario de Sand, Soleil, 2009

- Paradis perdu - Psaume 2, scénario de Ange, Soleil

1. L'Évangile selon Jacob, 2009  (ISBN 978-2-302-00372-9)[2].
2. Chute libre, 2010  (ISBN 978-2-302-00938-7)[3].
3. Au sud d'Eden, 2011  (ISBN 978-2-302-01296-7).
4. Fins, 2013  (ISBN 978-2-302-01963-8).

- Le dauphin, Héritier des ténèbres, scénario de Maxe L'Hermenier, Drugstore

1. L'Enfant du Temple, 2011
2. Le chevalier à la croix, 2012

- Les enquêtes du Misterium, scénario de Jean-Charles Gaudin, Soleil

1. Le Mystère Baphomet, 2014
2. Les Quatre de l'Apocalypse, 2015

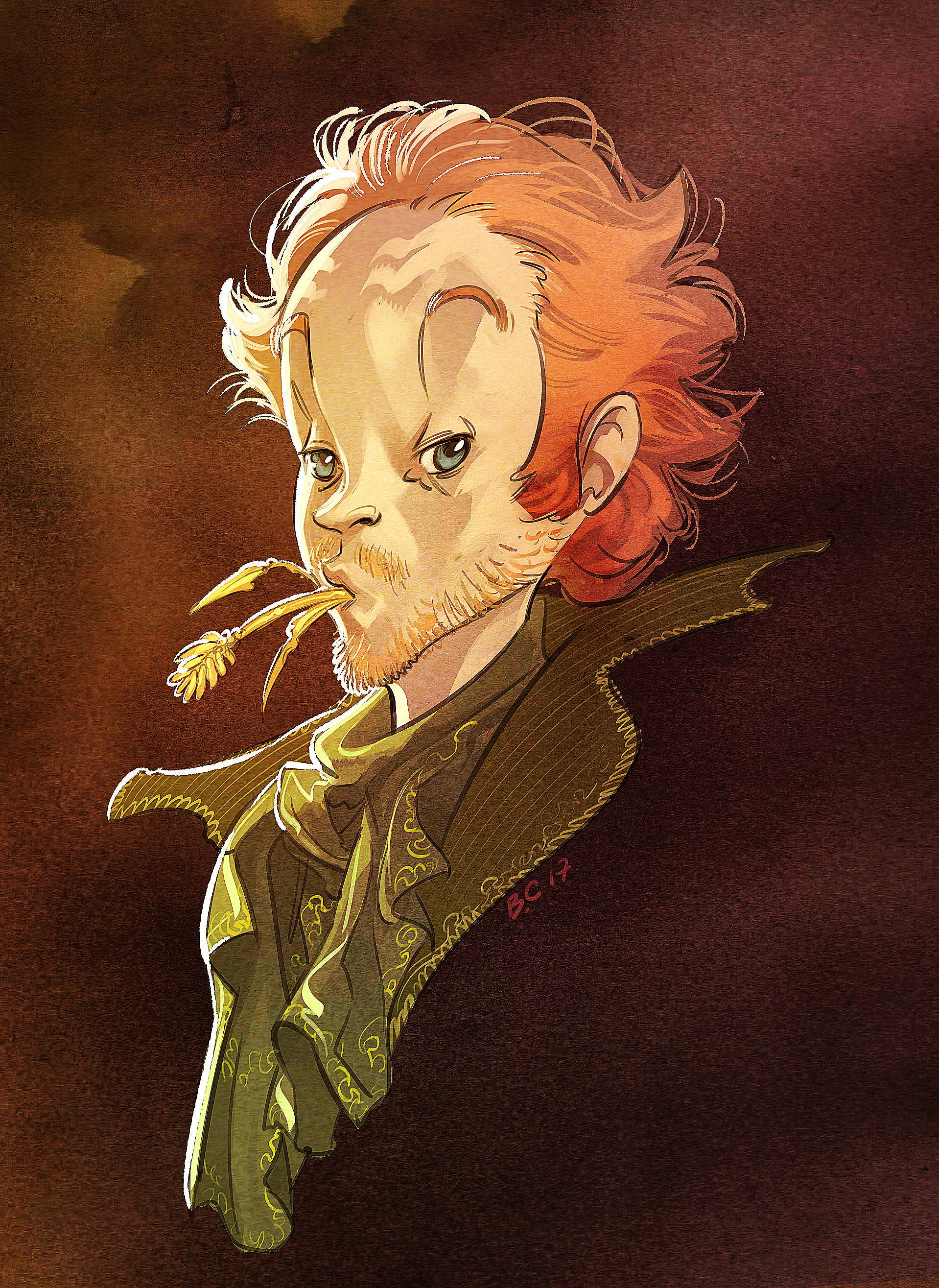
Olivier Bocquet, scénariste de Frnck, dessiné par Brice Cossu

- Frnck, scénario de Olivier Bocquet, Dupuis

1. Le Début du commencement, 2017
2. Le Baptême du feu, 2017
3. Le Sacrifice, 2018
4. L'Éruption, 2018
5. Cannibales, 2019
6. Dinosaures, 2020
7. Prisonniers, 2020
8. Exode, 2022
9. Apocalypse, 2024
10. L'objet impossible, 2025

- Spirou et Fantasio - Le Triomphe de Zorglub[4],[5], scénario de Olivier Bocquet, dessins d' Alexis Sentenac et de Brice Cossu, encrage d' Alexis Sentenac, couleurs de Johann Corgié, Dupuis, 2018

- Goldorak[6],[7], scénario de Denis Bajram et Xavier Dorison, dessins de Brice Cossu, de  Denis Bajram et d'Alexis Sentenac, couleurs de Yoann Guillo, d’après l’œuvre de Go Nagai, Kana, 2021.

## Récompenses
- 2018 :  Prix Saint-Michel Jeunesse pour Frnck, t. 3 : Le Sacrifice (avec Olivier Bocquet)